# Zuurstof-13
Zuurstof-13 of 13O is een onstabiele radioactieve isotoop van zuurstof. De isotoop komt van nature niet op Aarde voor.
Zuurstof-13 ontstaat door radioactief verval van fluor-14.

## Radioactief verval
Zuurstof-13 vervalt voor 89% door β+-verval tot de instabiele isotoop stikstof-13 (die verder vervalt tot koolstof-13):
{\displaystyle {\ce {{^{13}_{8}O}->{^{13}_{7}N}+{e^{+}}+{\nu }_{e}}}}
De vervalenergie hiervan bedraagt 16,74475 MeV. Voor ongeveer 11% vervalt het naar koolstof-12 door emissie van een positron en een proton:
{\displaystyle {\ce {^{13}_{8}O->{^{12}_{6}C}+{e^{+}}+{^{1}_{1}H}+\nu _{e}}}}
De halveringstijd van zuurstof-13 bedraagt 8,58 milliseconden.
12O · 13O · 14O · 15O · 16O · 17O · 18O · 19O · 20O · 21O · 22O · 23O · 24O · 25O · 26O · 27O · 28O